# Banggalamulya
Banggalamulya is een bestuurslaag in het regentschap Subang van de provincie West-Java, Indonesië. Banggalamulya telt 3322 inwoners (volkstelling 2010).